# 栗田善成・福地高子のちょっとアブナイ夜がきた!
栗田善成・福地高子のちょっとアブナイ夜がきた!（くりたよしなり・ふくちたかこのちょっとあぶないよるがきた）は、RKBラジオでナイターオフの夕方から夜にかけての時間帯に放送されていた生ワイド番組。

## 概要
地元福岡で絶大な人気を誇る両タレント「栗田善成」「福地高子」がタッグを組み、栗田流の話芸、二人の掛合い漫才のようなおしゃべりが人気の番組である。
平成12年春から15年の秋まで栗田善成がKBCとの専属契約を結び3年間放送休止したが、平成15年秋から16年春のナイターオフシーズンに月曜～金曜の18:15～20:00の時間帯で約3年半ぶりに復活、福岡の放送業界の注目の的であった。

## 主な番組進行内容（平成15年度）
- 18:25これは本当にスキャンダル
- 18:40お父さんの主張（金のみ・大口酒造）
- 18:50ラジオショッピング
- 19:00酒は涙かため息か（高橋酒造）
- 19:22今日の歌（三和酒類）
- 19:45世界名作劇場